# Paula Josemaría
Paula Josemaría Martín (* 31. Oktober 1996 in Moraleja) ist eine spanische Padelspielerin. Sie führte das Premier-Padel-Ranking an und spielt auf der rechten Seite mit Ariana Sánchez, die links spielt. Sie wurden in den Saisons 2023 und 2024 zum weltbesten Paar und bilden derzeit das beste weibliche Padel-Duo der Welt.

## Sportliche Laufbahn
Paula Josemaría begann 2014 auf der World Padel Tour zu spielen, aber erst 2016 begann sie, wirklich hervorzustechen. In diesem Jahr erreichte sie zusammen mit ihrer Partnerin Esther Lasheras einmal das Achtelfinale. 2018 wurde die argentinische Spielerin Valeria Pavón ihre neue Sportpartnerin, mit der zusammen sie viermal das Achtelfinale erreichte. 2019 spielte sie gemeinsam mit der Portugiesin Ana Catarina Nogueira. In dieser Zeit schaffte Paula Josemaría den endgültigen Sprung in die Spitzenpositionen der World-Padel-Tour-Rangliste. Für die Saison 2020 wurde die ehemalige Tennisspielerin Marta Marrero ihre neue Partnerin, gefolgt von Bea González. Seit 2021 spielt sie an der Seite von Ariana Sánchez. Im November 2021 wurde sie zusammen mit Sánchez zum ersten Mal bei einer Padel-Weltmeisterschaft für das spanische Team aufgestellt. Sie gewannen das entscheidende Spiel im Finale. Mit Sánchez bildete sie in den Saisons 2023 und 2024 das beste weibliche Padel-Team der Welt und dominierte die World Padel Tour und die Premier-Padel-Turniere.
Josemaría wurde 2024 zur Most Valuable Player (MVP, englisch wertvollste Spielerin) gewählt. Dieser MVP-Titel wird bei den Padel Honors verliehen. Fans stimmten 2025 darüber ab, wer die Auszeichnung als MVP, als beste Angreiferin, als beste Verteidigerin und als bester Rookie (englisch Aufsteigerin) erhalten sollte. Sie lag bei dieser Abstimmung vor ihrer Partnerin Sánchez, die als zweitbeste MVP abschnitt.

## Siege

### Weltmeisterin im Padel
| Nr. | Jahr | Turnier | Gegner      | Ergebnis |
| --- | ---- | ------- | ----------- | -------- |
| 1.  | 2021 | Doha    | Argentinien | 3:0      |
| 2.  | 2022 | Dubai   | Argentinien | 2:0      |
| 3.  | 2024 | Doha    | Argentinien | 2:0      |

### Siege beim Premier Padel
| Nr. | Jahr | Turnier       | Kategorie | Partnerin      | Gegner                             | Ergebnis        |
| --- | ---- | ------------- | --------- | -------------- | ---------------------------------- | --------------- |
| 1.  | 2023 | Paris         | Major     | Ariana Sánchez | Marta Ortega Gemma Triay           | 6:2, 6:4        |
| 2.  | 2024 | Riad          | P1        | Ariana Sánchez | Delfina Brea Beatriz González      | 6:3, 6:2        |
| 3.  | 2024 | Doha          | Major     | Ariana Sánchez | Gemma Triay Claudia Fernández      | 6:3, 6:1        |
| 4.  | 2024 | Mar del Plata | P1        | Ariana Sánchez | Delfina Brea Beatriz González      | 6:1, 5:7, 6:4   |
| 5.  | 2024 | Rom           | Major     | Ariana Sánchez | Lucía Sainz Patricia Llaguno       | 6:1, 6:0        |
| 6.  | 2024 | Málaga        | P1        | Ariana Sánchez | Gemma Triay Claudia Fernández      | 1:6, 6:4, 6:2   |
| 7.  | 2024 | Nokia (Stadt) | P2        | Ariana Sánchez | Sofia Araújo Marta Ortega          | 6:3, 6:1        |
| 8.  | 2024 | Rotterdam     | P1        | Ariana Sánchez | Gemma Triay Claudia Fernández      | 6:4, 6:4        |
| 9.  | 2024 | Paris         | Major     | Ariana Sánchez | Delfina Brea Andrea Ustero         | 6:4, 6:0        |
| 10. | 2024 | Kuwait-Stadt  | P1        | Ariana Sánchez | Gemma Triay Claudia Fernández      | 7:5, 7:61       |
| 11. | 2024 | Barcelona     | Finals    | Ariana Sánchez | Gemma Triay Claudia Fernández      | 6:3, 6:3        |
| 12. | 2025 | Riad          | P1        | Ariana Sánchez | Beatriz González Claudia Fernández | nicht gespielt* |
| 13. | 2025 | Brüssel       | P2        | Ariana Sánchez | Gemma Triay Delfina Brea           | 6:2, 6:4        |
| 14. | 2025 | Buenos Aires  | P1        | Ariana Sánchez | Claudia Fernández Bea González     | 6:2, 6:2        |
| 15. | 2025 | Valladolid    | P2        | Ariana Sánchez | Claudia Fernández Bea González     | 6:4, 7:5        |

* Aufgabe von González